# Игра с огнём
Игра с огнём е четвъртият студен албум на Ария. Композиран е от Владимир Холстинин и Виталий Дубинин. Автор на текстовете е Маргарита Пушкина.

## История на създаването
Това е първият албум на Ария след като групата напуска мениджъра си Виктор Векщейн. Заглавната песен е най-дългата в целия репертоар на групата – 9 минути и 4 секунди. В нея е използван фрагмент от „Каприс 24“ на Николо Паганини. На третета минута на песента Валерий Кипелов в продължение на 17 секунди пее буквата „о“ в различни октави. Повечето от песните в албума са на социална тематика. „Что вы сделали с вашей мечтой?“ е посветена на перестройката, „Раскачаем этот мир“ – на хулиганите, а „Дай жару“ – на метълистите. Към последната песен е заснет и видеоклип.
Игра с огнём е един от албумите, песните от който винаги се изпълняват на концертите на групата.

## Списък на песните
- 1.	Что вы сделали с вашей мечтой?
- 2.	Раскачаем этот мир
- 3.	Раб страха
- 4.	Искушение
- 5.	Игра с огнём
- 6.	Бой продолжается
- 7.	Дай жару!